# Megachile centuncularis
Megachile centuncularis је инсект из реда опнокрилаца који припада породици Megachilinae. 

## Распрострањеност
Megachile centuncularis насељава северну земљину хемисферу. У Европи и Северној Америци је широко распрострањена. У Србији постоји, али се бележи спорадично. Често се среће у парковима и баштама.

## Опис
Величина јој варзира од 10-12 мм, а обојеношћу подсећа на медоносну пчелу. Храни се поленом различитог цвећа, али преферира биљке из фамилије главочике. Период лета одраслих јединки је од маја до септембра.

## Синоними
- Megachile centuncularis (Linnaeus, 1758)
- Anthemois centuncularis (Linnaeus, 1758)
- Anthemois infragilis (Cresson, 1878)
- Apis centuncularis Linnaeus, 1758
- Fertonella maura (Ferton, 1914)
- Megachile appia Nurse, 1903
- Megachile centuncularis subsp. nesiotica Mavromoustakis, 1953
- Megachile infragilis Cresson, 1878
- Megachile leoni Titus, 1906
- Megachile parvula Lepeletier, 1841
- Megalochila centuncularis (Linnaeus, 1758)
- Perezia maura Ferton, 1914

## Подврсте
- Megachile centuncularis subsp. centuncularis (Linnaeus, 1758)
- Megachile centuncularis subsp. sachaensis Daydova & Pesenko, 2002